# Резолюция Совета Безопасности ООН 876
Резолюция Совета Безопасности ООН 876 резолюция Совета Безопасности ООН, единогласно принятая 19 октября 1993 года после принятия резолюций 849 (1993), 854 (1993) и 858 (1993) о грузино-абхазской войне, Совет Безопасности постановил, что ситуация по-прежнему представляет собой угрозу для международного мира и безопасности.

## Содержание
Была выражена озабоченность в связи с нарушениями международного гуманитарного права и этническими чистками в регионе, что подтверждало суверенитет и территориальную целостность Грузии. Совет Безопасности также осудил нарушение соглашения о прекращении огня от 27 июля 1993 года Абхазией и последующие действия в нарушение международного гуманитарного права. Также было осуждено убийство председателя Совета обороны и Совета министров Автономной республики Абхазия.
Обеим сторонам конфликта было предложено воздерживаться от применения силы и нарушения международного гуманитарного права, в то время как рекомендация Генерального секретаря Бутроса Бутрос-Гали отправить миссию для установления фактов по расследованию этнических чисток в Грузии. Было подтверждено право беженцев и депортированных лиц на возвращение в свои дома.
Совет Безопасности приветствовал гуманитарную помощь со стороны международных гуманитарных учреждений, настоятельно призывая государства-члены оказывать помощь в этом отношении и призывая к осуществлению беспрепятственному доступа для гуманитарных работников. В то же время государствам-членам было настоятельно предложено не предоставлять какую-либо помощь абхазской стороне, помимо гуманитарной помощи, в частности, предотвращать поставки оружия.
Резолюция 876 была прекращена путем поддержки усилий Генерального секретаря и его Специального представителя, Действующего председателя ОБСЕ и правительства России. Они приветствовали намерение Генерального секретаря представить доклад о событиях, связанных с Миссией Организации Объединенных Наций по наблюдению в Грузии и прекращении конфликта.